# Dalsjön, Blekinge
Dalsjön är en sjö i Karlskrona kommun i Blekinge och ingår i Lyckebyåns huvudavrinningsområde.